# زاوسترو
زاوسترو (به صربی: Zaostro) یک منطقهٔ مسکونی در صربستان است که در پریبوی واقع شده‌است. زاوسترو ۸۸ نفر جمعیت دارد.